# آساتو آنکو
آساتو آنکو (安里 安恒 Asato Ankō, به ژاپنی آزاتو یاسوسونه، ۱۸۲۷ – ۱۹۰۶) یک استاد کاراته اهل ریوکیو بود. او و ایتوسو آنکو دو نفر از استادان فوناکوشی گیچین، بنیانگذار شوتوکان کاراته بودند. براساس
منابع فوناکوشی بیشتر فنون کاراته را از آساتو آموخته‌است. اطلاعات زیادی از آساتو در دسترس است اما بیشتر آن‌ها بر اساس توصیفات فوناکوشی از آساتو است.
فوناکوشی اولین بار آساتو را زمانی که همکلاسی پسر آساتو بود ملاقات کرد. او آساتو را «یکی از بزرگترین استادان اوکیناوا در هنر کاراته» نامید. به گفته فوناکوشی، خانواده آساتو از طبقه تونچی (殿内)  (حاکمان ارثی شهر و روستا) بودند و در روستای آساتو، در میانهٔ راه، شوری و ناها، صاحب قدرت بودند و او نه تنها استاد کاراته بود، در اسب سواری، جیگن ریو کن‌دو (شمشیربازی)، تیراندازی با کمان، و نیز توانا بود.
در مقاله ای در سال ۱۹۳۴، فوناکوشی اشاره کرد که آساتو و ایتوسو کاراته را با هم زیر نظر ماتسومورا سوکون آموخته‌اند. او همچنین توضیح داد که چگونه آساتو و ایتوسو یک بار بر یک گروه مهاجم ۲۰ تا ۳۰ نفره غلبه کردند و چگونه آساتو در دهکده زادگاهش خرابکاران را در تله انداخته‌است. فوناکوشی در زندگی‌نامه خود در سال ۱۹۵۶ چندین داستان را در مورد آساتو بازگو کرده‌است، از جمله: زیرکی سیاسی آساتو در پیروی از دستور دولت برای بریدن گره سنتی مردانه (ص. ۱۳–۱۴)؛ شکست کانا یورین از آساتو، که در آن آساتوی غیرمسلح علیرغم مسلح شدن کانا پیروز شد (ص. ۱۴–۱۵)؛ نمایش ضربه تک نقطه ای آساتو (ippon-ken ; p. 15)؛ و مسابقات دوستانه مچ‌اندازی آساتو و ایتوسو (ص. 16).